# Bilbarnstol

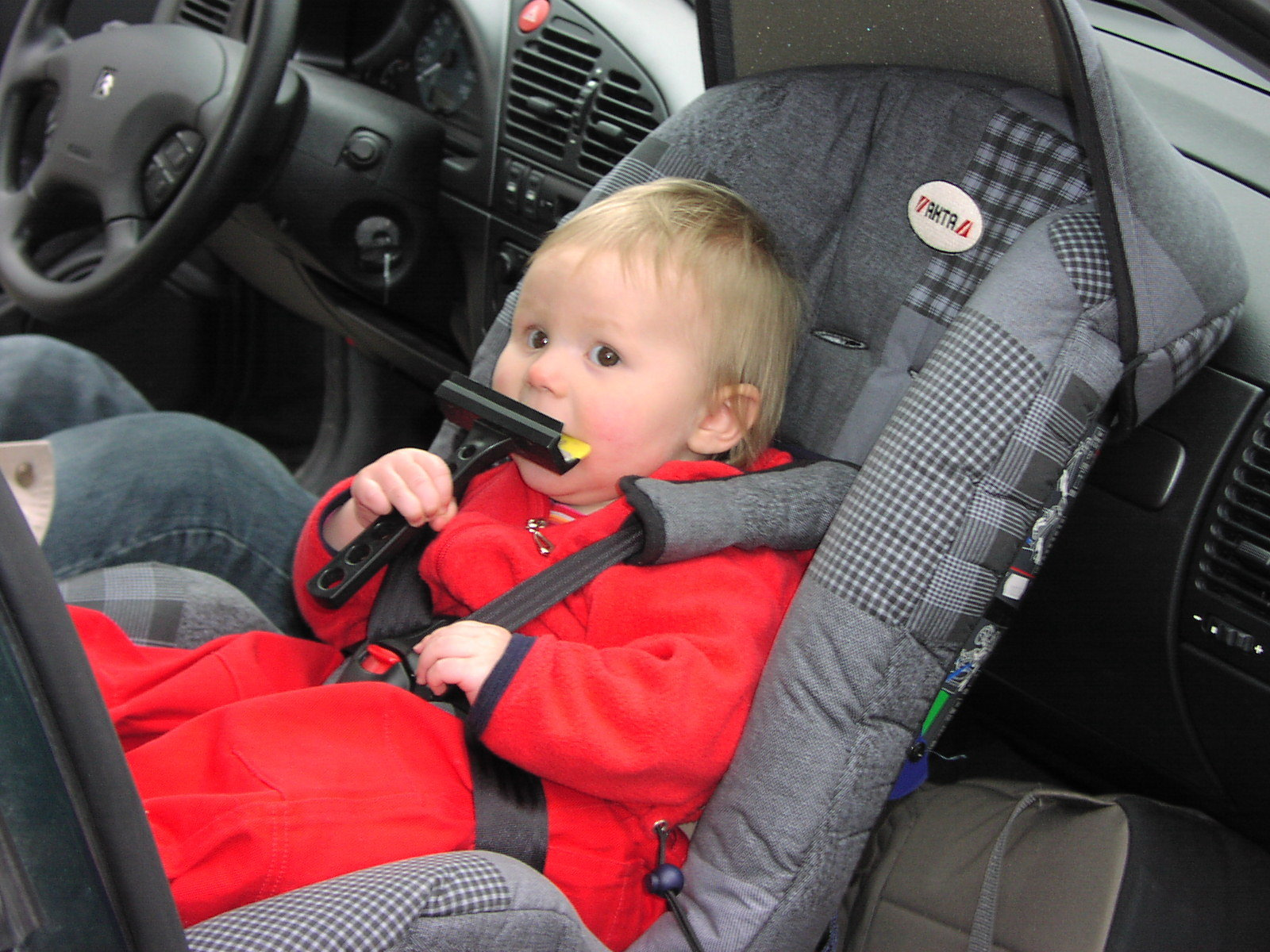
Bakåtvänd bilbarnstol.

En bilbarnstol är en stol som är avsedd att öka skyddet för barn i bilen. Genom att använda speciella stolar för barn i bil på ett sätt som minimerar riskerna, ökar man säkerheten för barnen. Forskning har visat att bakåtvänd placering höjer säkerheten avsevärt för barn under fyra-fem år. För barnets säkerhet är det även viktigt att eventuell krockkudde i passagerarsätet är avaktiverad.
Olika kategorier av bilbarnstolar (ungefärliga användningsåldrar): 
- babyskydd används bakåtvänt (för de allra minsta barnen, 0-9 månader gamla)
- bakåtvänd bilbarnstol (6 mån - minst 4 år)
- framåtvänd bältesstol (tidigast 4 år)
- bälteskudde (5 år)

## Sverige
Sverige ligger långt fram i användningen och utvecklingen av bakåtvända bilbarnstolar och produkterna säljs här huvudsakligen via bilfackhandeln och barnfackhandeln. Den 1 januari 2007 införde Sverige en lag på att alla barn som är kortare än 135 centimeter skall sitta i skyddsanordning, det vill säga babyskydd, bilbarnstol, bältesstol eller på bilkudde när de åker bil.
I Sverige rekommenderades bakåtvänd stolplacering redan på 1990-talet, vilket bidragit till att Sverige har haft den lägsta andelen omkomna barn i trafiken i internationella jämförelser (uppgift från 2009). Det är viktigt att eventuell krockkudde i passagerarsätet är avaktiverad, då den annars kan innebära livsfara för barn under 140 centimeter om den löser ut.
Det finns E-märkningar som garanterar att bilbarnstolen är Europagodkänd. Bilbarnstolar som endast är T-märkta får inte användas efter den 9 maj 2008.
Bilbarnstol finns även monterad i vissa linjebussar. Många bussar i Sverige är även utrustade med säkerhetsbälte. Om barnstol saknas i bussen bör barnet av säkerhetsskäl åka fastspänt och helst baklänges, inte oskyddat i någons knä.